# Limburština
Limburština je východní dolnofrancký jazyk používaný v Limburku a Porýní poblíž nizozemsko-německo-belgické hranice. Oblast kde je používán zhruba odpovídá širokému kruhu od Venlo přes Düsseldorf, Cáchy, Maastricht, Hasselt a zpět k Tienenu. V některých oblastech je obecně používán jako hovorový jazyk k běžné každodenní komunikaci.
Sdílí mnoho společných charakteristik jak s němčinou, tak s nizozemštinou a je tak někdy považován jen za variantu jednoho z těchto jazyků.

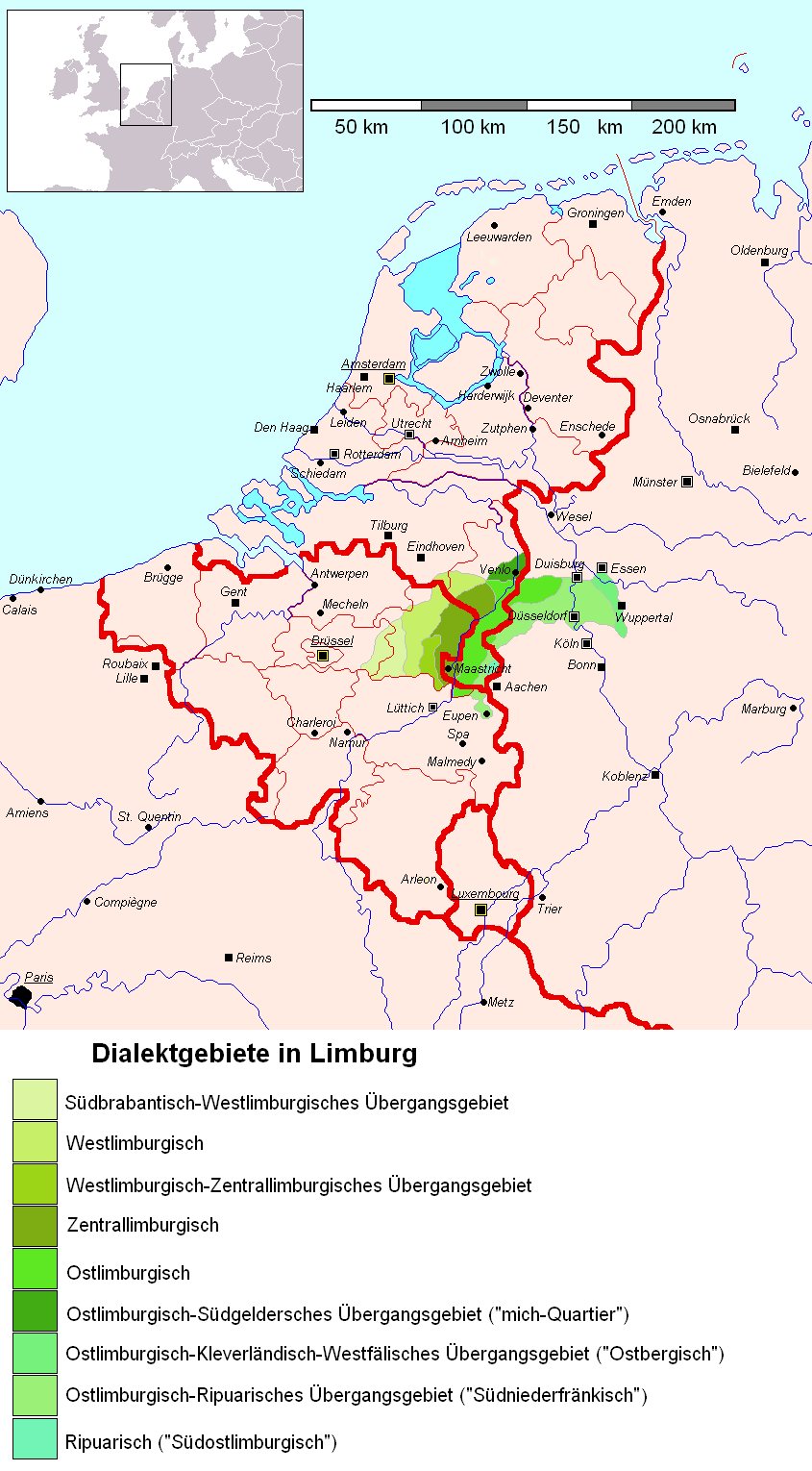
Dialekty limburštiny

V moderních komunitách belgické a nizozemské provincie Limburk jsou velmi obvyklé idiolekty kombinující běžnou nizozemštinu s přízvukem a gramatickými a výslovnostními tendencemi odvozenými z limburštiny. Takováto "limburská nizozemština" je pak také někdy nazývána prostě "limburštinou".

## Příklady

### Číslovky
| Limbursky | Česky |
| ei        | jeden |
| twie      | dva   |
| drei      | tři   |
| veer      | čtyři |
| vief      | pět   |
| zès       | šest  |
| zeve      | sedm  |
| ach       | osm   |
| neuge     | devět |
| tien      | deset |

## Vzorový text
Otčenáš (modlitba Páně):
Ozze Vader, dae inne hieëmel is
uche naam waerde geheiligdj,
uch riek komme,
uch wil gesjiede
oppe aarde wie inne hieëmel.
Gaef os hede os daageliks broeëd,
en vergaef os ozze sjuldenare,
wie oug wae vergaeve aan ozze sjuldenare,
en brèng os neet in bepreuving,
mer verlos os van ut kwaoje. Ame.